# Joseph Houget
Joseph Antoine Fernand Houget (Verviers, 16 mei 1858 – 26 mei 1927) was een Belgisch volksvertegenwoordiger.

## Levensloop
Beroepshalve ingenieur (Universiteit Luik), werd Houget in 1895 gemeenteraadslid van Verviers.
In 1919 werd hij verkozen tot liberaal volksvertegenwoordiger voor het arrondissement Verviers en vervulde dit mandaat tot in 1921.